# Pont de Cornouaille
Die Pont de Cornouaille ist eine Straßenbrücke bei Bénodet im Département Finistère in der Bretagne. Namensgeber ist die umliegende historische Landschaft Cornouaille. Die Brücke führt die durch das angrenzende Waldgebiet verlaufende Route départementale D44 in großer Höhe über das tief eingeschnittene und an dieser Stelle etwa 250 m breite Tal des Odet.
Sie ist die einzige Brücke über den Odet zwischen dem rund 13 km entfernten Quimper und seiner 2,7 km entfernten Mündung in den Atlantik.

## Beschreibung
Die Pont de Cornouaille ist 610 m lang. Sie hat zwei Fahrspuren auf einer 8 m breiten Fahrbahn und zwei 1,58 m breite Gehwege, die in Anbetracht der Entfernung zum nächsten Ort überwiegend von Radfahrern benutzt werden.
Sie hat sechs Öffnungen mit Pfeilerachsabständen von 65, 110, 200, 110, 65 und 60 m. Die 200 m weite Hauptöffnung war bei der Fertigstellung die weiteste aller französischen Balkenbrücken.
Der Fahrbahnträger besteht aus einer orthotropen Platte auf einem 6 m breiten stählernen, gevouteten Hohlkasten, der als Durchlaufträger ausgebildet ist. Er ist über den beiden Flusspfeilern 8,0 m und im Scheitel der Hauptöffnung 3,5 m hoch; über den Seitenöffnungen nimmt seine Höhe bis auf 2,5 m an den Widerlagern ab. Er wurde in 26 Teilstücken in der Fabrik der SOTRACOMET in Maizières-lès-Metz in Lothringen vorgefertigt. Die bis zu fast 110 Tonnen wiegenden Teile wurden mit Schwertransporten über 1000 km zur Baustelle transportiert, von beiden Ufern aus im Freivorbau montiert und anschließend verschweißt.
Die Pfeiler aus Stahlbeton stehen auf felsigem Untergrund.

## Geschichte
Die Ufer des Odets waren zwar schon in vorgeschichtlicher Zeit bewohnt. Die Querung des gezeitenabhängigen Gewässers, das bisweilen starke Strömungen hat und den Stürmen des Atlantiks ausgesetzt ist, hatte jedoch eine wechselvolle Geschichte. Im 19. Jahrhundert führte man Fähren ein, die aber unzuverlässig und schlecht gewartet waren. 1911 wurde zwischen Bénodet und dem gegenüberliegenden Saint-Marine eine dampfbetriebene Kettenfähre in Betrieb genommen, die verschiedene Nachfolger hatte.
1929 gab es erste Überlegungen zu einer Brücke zwischen den beiden Orten und 1933 wurden mögliche Standorte analysiert. Erst 1954 entschied man sich für den heutigen Standort und weitere zehn Jahre später begannen 1964 die administrativen und planerischen Vorbereitungen zum Bau der Brücke, die von Gérard Cailliau in Zusammenarbeit mit der staatlichen Bauverwaltung Direction départementale de l’équipement entworfen wurde.
Die Bauarbeiten begannen schließlich 1968 und wurden im Mai 1972 abgeschlossen. Die Brücke war bis 1987 mautpflichtig.